# Ana de Peñalosa

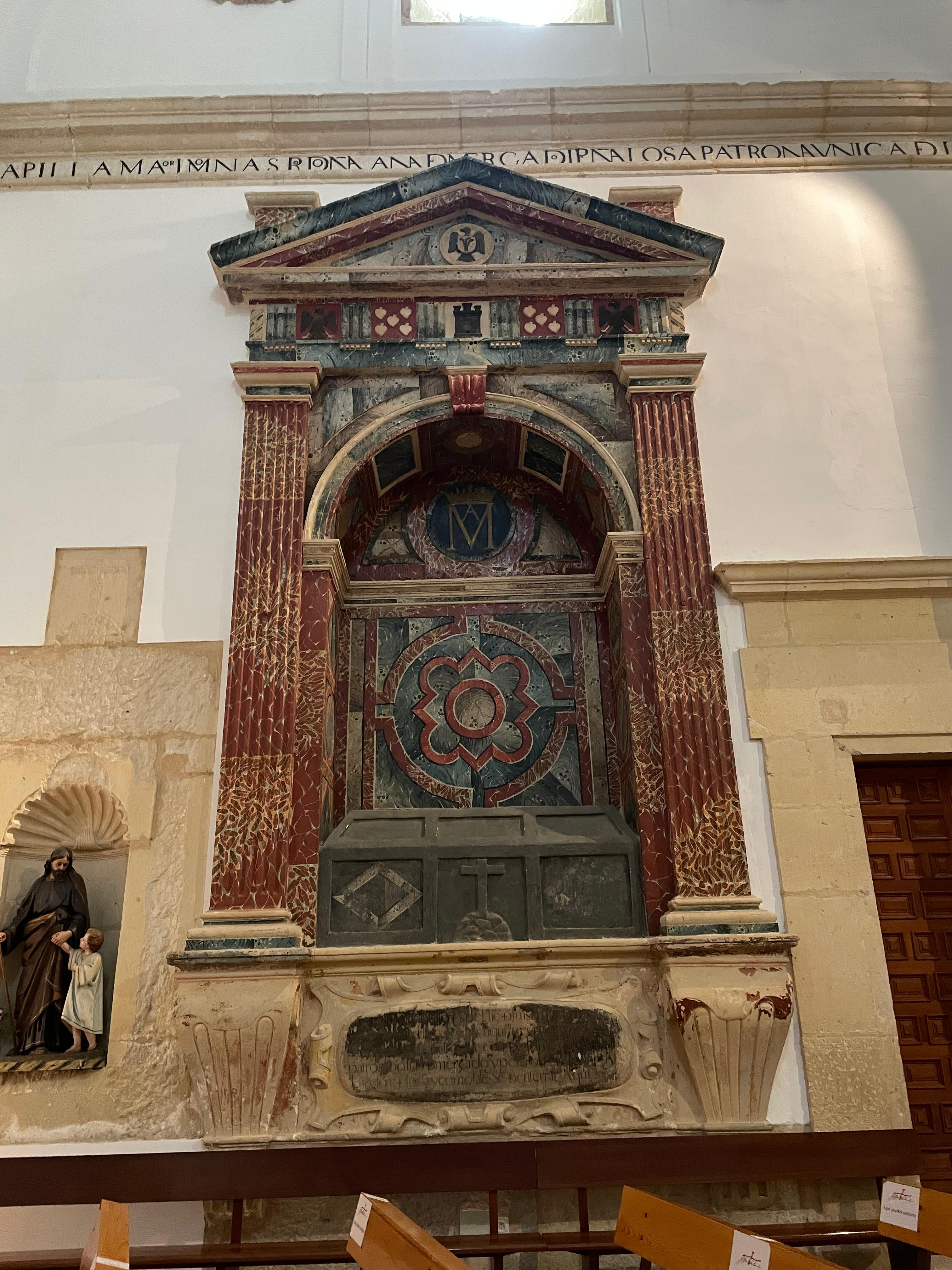
El sepulcro de Ana de Peñalosa en el convento de carmelitas descalzos de Segovia.

Ana de Peñalosa (Segovia, ¿?-¿?) fue una noble conocida por su relación con San Juan de la Cruz.

## Orígenes familiares
Fue uno de los vástagos del matrimonio formado por Pedro de Mercado y Peñalosa, importante magistrado nacido en Arévalo que llegó a ser consejero de Indias, y después de Castilla y Catalina Briceño hija de Rodrigo Ronquillo, militar castellano, fiel a Carlos I durante la Guerra de las Comunidades.
Además tendría otros hermanos:
- Luis de Mercado, se convirtió en letrado llegando a ser miembro del Consejo de Castilla.
- Gonzalo Ronquillo, militar que llegaría a ser capitán general de Filipinas.
- Pedro Mercado de Peñalosa, militar que pasó a Indias y fue gobernador de Tucumán.

## Biografía
Contrajo matrimonio con Juan de Guevara, quedando viuda de este en 1579. En 1582 vivía junto a su hermano Luis en Granada, donde este era oidor de la Real Chancillería. Por aquel entonces, ya había perdido a su única hija.
Es en este momento cuando acogen en su casa durante unos meses a unas carmelitas descalzas que venían a fundar en esta ciudad. Así traba conocimiento de fray Juan de la Cruz, también carmelita descalzo. 
Su marido había destinado parte de su herencia a una obra piadosa. Este será el origen de la fundación del convento masculino del Carmen Descalzo en Segovia. En este lugar contaban con un convento (el de San José) las carmelitas descalzas, desde 1574, en cuya fundación intervinieron directamente santa Teresa de Jesús y san Juan de la Cruz.
Al morir san Juan de la Cruz en 1591 en Úbeda, por orden de doña Ana fue llevado su cuerpo al convento de Segovia. Este traslado estaría previamente acordado, según doña Ana, con Nicolás Doria, general de los carmelitas descalzos.
Tras su muerte sería enterrada en el convento de carmelitas descalzos de Segovia, en donde ya estaba enterrado San Juan de la Cruz.